# Benito Albini
Benito Albini (Taino, 12 dicembre 1937 – Taino, 11 novembre 1999) è stato un calciatore italiano, di ruolo attaccante.

## Caratteristiche tecniche
Giocò nel ruolo di ala sinistra.

## Carriera
Giocò in Serie A con il Novara, con complessive 89 presenze e 15 reti con la maglia azzurra. Nella stagione 1960–61 giocò invece con la maglia del Brescia, trasferendosi dopo appena una stagione al Varese in Serie C, dopo aver messo a segno 15 reti in 29 presenze. Cambiò ancora una volta squadra: nella stagione 1962-1963 totalizzò infatti 25 presenze con 5 reti con la maglia della Pro Patria, che in quella stagione arrivò nona nella serie cadetta. Chiuse infine la propria carriera da calciatore con il Legnano, nuovamente in Serie C.